# 書物奉行
書物奉行（しょもつぶぎょう）は、江戸幕府の職名の一つ。
著名な奉行に、青木昆陽、高橋景保、近藤重蔵、渋川敬直らがいる。

## 概要
寛永10年（1633年）12月20日、設置された。定員は通常は4名で、増減（3～5名）があった。若年寄の支配を受け、役高200俵、役扶持７人扶持、焼火の間席であった。
職務は、江戸城の紅葉山文庫の管理、図書の収集、分類、整理、保存、調査である。
書物奉行の配下に同心がおり、持高勤めで、元禄6年（1694年）に4人、以降増員され江戸後期には21人いた。古参の同心は世話役を務めた。また塗師・蒔絵師がいる。
慶応2年（1866年）に廃止された。
書物奉行の職務記録として、宝永3年（1706年）から安政4年（1857年）までの記録である全225巻の『御書物方日記』がある。

## 実際の職員の例
安政3年（1856年）当時（『諸向地面取調書』より）

### 御書物奉行
石井内蔵允、中井太左衛門、島田帯刀、武嶋安左衛門

### 御書物同心
都甲斧太郎、持田鎌太郎、坂田周之助、大柳甚之助、小田雄之助、海賀雅五郎、山本清右衛門、樋口賢之助、中嶋祖兵衛、鈴木栄次郎、木本佐一郎、府馬清兵衛、市野平、星野益太郎、市野市郎左衛門

### 御用達町人
出雲寺萬次郎